# La Dynastie des Carey-Lewis : Le Grand Retour
Pour les articles homonymes, voir Coming Home.
La Dynastie des Carey-Lewis : Le Grand Retour est un téléfilm britannique en deux parties, réalisé par Giles Foster, diffusé en 1998. Ce téléfilm a fait l'objet d'une suite, en 1999, La Dynastie des Carey-Lewis : Nancherrow.

## Synopsis
En 1936, la jeune Judith Dunbar entre en pension à St. Ursula, un collège de filles, lorsque ses parents et sa jeune sœur s'installent à Singapour, alors colonie britannique. Elle y rencontre Loveday Carey-Lewis et les deux jeunes filles se lient d'une profonde amitié. Au contact de Loveday, Judith découvre un monde de richesses et de privilèges, la famille de son amie possédant le magnifique domaine de Nancherrow en Cornouailles.
Bien que Judith apprécie la compagnie de sa tante Louise, qui est sa tutrice légale en l'absence de ses parents, elle préfère passer l'essentiel de ses vacances à Nancherrow, auprès de Loveday et des siens, qui l'accueillent comme si elle était l'une des leurs. 
Lorsque sa tante Louise perd la vie dans un accident de voiture, Judith hérite de sa considérable fortune, qui lui permettra de jouir d'une certaine aisance financière toute sa vie, si elle la gère avec sagesse. 
Judith a trouvé le bonheur à Nancherrow, mais la Seconde Guerre mondiale approche. Ce bonheur y survivra-t-il ?

## Fiche technique
- Titre original : Coming Home
- Réalisateur : Giles Foster
- Scénario : John Goldsmith sur la base du roman Retour en Cornouailles écrit par Rosamunde Pilcher
- Photographie : Simon Archer
- Musique : Carl Davis
- Durée : 202 minutes
- Date de diffusion : 12 avril 1998 (Royaume-Uni)
- genre : Drame

## Distribution
- Emily Mortimer : Judith Dunbar adulte
- Peter O'Toole : Colonel Carey-Lewis
- Joanna Lumley : Diana Carey-Lewis
- Katie Ryder Richardson : Loveday Carey-Lewis adulte
- Penelope Keith : Tante Louise
- David McCallum : Major Fawcett
- Paul Bettany (V. F. : Stéphane Marais) : Edward
- George Asprey : Dr. Jeremy Wells
- Heikko Deutschmann : Gus
- Patrick Ryecart : Tommy Mortimer
- Susan Hampshire : Miss Catto
- Brooke Kinsella : Jess
- Keira Knightley : Judith Dunbar jeune
- Poppy Gaye : Loveday Carey-Lewis jeune